# 1. divisjon 2019
La 1. divisjon 2019, nota anche come OBOS-ligaen 2019 per ragioni di sponsorizzazione, è stata la 71ª edizione della seconda serie del campionato norvegese di calcio. La stagione è iniziata il 30 marzo e si è conclusa il 10 novembre 2019. Il campionato è stato vinto dall'Aalesund, che è stato promosso in Eliteserien assieme al Sandefjord, secondo classificato e allo Start vincitore dei play-off.

## Stagione
Dalla 1. divisjon 2018 sono stati promossi in Eliteserien il Viking e il Mjøndalen, mentre sono stati retrocessi in 2. divisjon l'Åsane, il Florø e il Levanger. Dalla Eliteserien 2018 erano stati retrocessi lo Start e il Sandefjord, mentre dalla 2. divisjon erano stati promossi il Raufoss, lo Skeid e il KFUM Oslo.

### Formula
Le 16 squadre partecipanti si affrontano in un girone all'italiana con partite di andata e ritorno, per un totale di 30 giornate. Le prime due classificate del campionato sono promosse in Eliteserien. Le squadre classificatesi dal terzo al sesto partecipano ai play-off promozione. La vincente sfida la terzultima classificata dell'Eliteserien per un posto in massima serie. Le ultime due classificate sono retrocesse direttamente in 2. divisjon, mentre la terzultima classificata affronta la vincente dei play-off promozione di 2. divisjon per un posto in 1. divisjon.

## Squadre partecipanti
| Club            | Città        | Stadio             | Stagione precedente            |
| --------------- | ------------ | ------------------ | ------------------------------ |
| Aalesund        | Ålesund      | Color Line Stadion | 3º in 1. divisjon              |
| HamKam          | Hamar        | Briskeby Arena     | 9º in 1. divisjon              |
| Jerv            | Grimstad     | Levermyr Stadion   | 13º in 1. divisjon             |
| KFUM Oslo       | Oslo         | KFUM-Arena         | 2º nel girone 2 di 2. divisjon |
| Kongsvinger     | Kongsvinger  | Gjemselund Stadion | 8º in 1. divisjon              |
| Nest-Sotra      | Sotra        | Ågotnes Stadion    | 5º in 1. divisjon              |
| Notodden        | Notodden     | Idrettsparken      | 12º in 1. divisjon             |
| Raufoss         | Raufoss      | Nammo Stadion      | 1º nel girone 1 di 2. divisjon |
| Sandefjord      | Sandefjord   | Komplett Arena     | 16º in Eliteserien             |
| Sandnes Ulf     | Sandnes      | Sandnes Stadion    | 10º in 1. divisjon             |
| Skeid           | Oslo         | Nordre Åsen        | 1º nel girone 2 di 2. divisjon |
| Sogndal         | Sogndal      | Fosshaugane Campus | 4º in 1. divisjon              |
| Start           | Kristiansand | Sør Arena          | 15º in Eliteserien             |
| Strømmen        | Strømmen     | Strømmen Stadion   | 11º in 1. divisjon             |
| Tromsdalen      | Tromsdalen   | TUIL Arena         | 7º in 1. divisjon              |
| Ullensaker/Kisa | Jessheim     | Jessheim Stadion   | 5º in 1. divisjon              |

## Allenatori
| Squadra         | Allenatore                                     |
| --------------- | ---------------------------------------------- |
| Aalesund        | Lars Bohinen                                   |
| HamKam          | Gaute Helstrup                                 |
| Jerv            | Arne Sandstø                                   |
| KFUM Oslo       | Jørgen Isnes                                   |
| Kongsvinger     | Vítor Gazimba                                  |
| Nest-Sotra      | Steffen Landro                                 |
| Notodden        | Kenneth Dokken                                 |
| Raufoss         | Christian Johnsen                              |
| Sandefjord      | Martí Cifuentes                                |
| Sandnes Ulf     | Bengt Sæternes                                 |
| Skeid           | Tom Nordlie                                    |
| Sogndal         | Eirik Bakke                                    |
| Start           | Kjetil Rekdal (1ª) Jóhannes Harðarson (2ª-30ª) |
| Strømmen        | Ole Martin Nesselquist                         |
| Tromsdalen      | Jonathan Hill                                  |
| Ullensaker/Kisa | Trond Fredriksen                               |

## Classifica finale
|  | Pos. | Squadra         | Pt | G  | V  | N  | P  | GF | GS | DR  |
|  | ---- | --------------- | -- | -- | -- | -- | -- | -- | -- | --- |
|  | 1.   | Aalesund        | 79 | 30 | 25 | 4  | 1  | 67 | 25 | +42 |
|  | 2.   | Sandefjord      | 65 | 30 | 19 | 8  | 3  | 53 | 30 | +23 |
|  | 3.   | Start           | 62 | 30 | 19 | 5  | 6  | 54 | 31 | +23 |
|  | 4.   | KFUM Oslo       | 48 | 30 | 13 | 9  | 8  | 58 | 42 | +16 |
|  | 5.   | Kongsvinger     | 46 | 30 | 14 | 4  | 12 | 38 | 36 | +2  |
|  | 6.   | Sogndal         | 45 | 30 | 13 | 6  | 11 | 51 | 39 | +12 |
|  | 7.   | Nest-Sotra (-4) | 44 | 30 | 14 | 6  | 10 | 43 | 31 | +12 |
|  | 8.   | Ullensaker/Kisa | 39 | 30 | 11 | 6  | 13 | 47 | 47 | 0   |
|  | 9.   | Sandnes Ulf     | 38 | 29 | 11 | 5  | 13 | 46 | 46 | 0   |
|  | 10.  | HamKam          | 38 | 30 | 11 | 5  | 14 | 43 | 47 | -4  |
|  | 11.  | Raufoss         | 38 | 30 | 12 | 2  | 16 | 47 | 59 | -12 |
|  | 12.  | Jerv            | 33 | 30 | 8  | 9  | 13 | 34 | 54 | -20 |
|  | 13.  | Strømmen (-1)   | 27 | 29 | 6  | 10 | 13 | 29 | 46 | -17 |
|  | 14.  | Notodden        | 25 | 30 | 6  | 7  | 17 | 35 | 53 | -18 |
|  | 15.  | Skeid           | 22 | 30 | 4  | 10 | 16 | 38 | 54 | -16 |
|  | 16.  | Tromsdalen      | 13 | 30 | 3  | 4  | 23 | 36 | 79 | -43 |

Legenda:
      Promosso in Eliteserien 2020
 Ammesso ai play-off o ai play-out
      Retrocesso in 2. divisjon 2020
Note:
Tre punti a vittoria, uno a pareggio, zero a sconfitta.
Il Nest-Sotra ha scontato 4 punti di penalizzazione per problemi finanziari.
Lo Strømmen ha scontato 1 punto di penalizzazione.

## Risultati

### Tabellone
|             | Aal  | Ham  | Jer  | KFU  | Kon  | Nes  | Not  | Rau  | Snd  | SaU  | Ske  | Sog  | Sta  | Str  | Tro  | UlK  |
| ----------- | ---- | ---- | ---- | ---- | ---- | ---- | ---- | ---- | ---- | ---- | ---- | ---- | ---- | ---- | ---- | ---- |
| Aalesund    | –––– | 5-2  | 4-0  | 2-1  | 1-0  | 2-0  | 3-1  | 3-1  | 3-1  | 3-1  | 4-2  | 3-1  | 2-1  | 3-1  | 5-0  | 1-0  |
| HamKam      | 1-2  | –––– | 2-2  | 4-4  | 2-0  | 3-2  | 1-2  | 1-2  | 1-0  | 2-3  | 2-1  | 0-0  | 4-0  | 1-2  | 2-1  | 2-0  |
| Jerv        | 0-0  | 1-0  | –––– | 2-2  | 0-2  | 0-1  | 3-1  | 1-0  | 0-2  | 0-0  | 5-1  | 1-1  | 1-7  | 1-1  | 1-0  | 2-0  |
| KFUM Oslo   | 2-4  | 2-0  | 5-0  | –––– | 0-1  | 2-1  | 4-1  | 2-1  | 3-3  | 3-0  | 2-1  | 1-0  | 1-2  | 1-0  | 1-1  | 5-1  |
| Kongsvinger | 1-1  | 2-1  | 1-1  | 0-0  | –––– | 1-0  | 1-0  | 1-0  | 2-3  | 1-2  | 0-2  | 3-0  | 4-2  | 3-2  | 3-2  | 1-2  |
| Nest-Sotra  | 0-1  | 2-0  | 4-1  | 2-2  | 3-0  | –––– | 2-1  | 1-2  | 1-1  | 3-0  | 2-1  | 1-0  | 0-1  | 1-1  | 2-0  | 2-0  |
| Notodden    | 0-1  | 1-2  | 1-1  | 1-1  | 2-0  | 2-3  | –––– | 0-1  | 0-2  | 0-4  | 1-1  | 1-3  | 0-2  | 3-0  | 3-3  | 0-0  |
| Raufoss     | 2-1  | 1-2  | 4-2  | 1-0  | 0-0  | 2-1  | 1-4  | –––– | 0-2  | 2-5  | 4-5  | 1-1  | 1-2  | 1-0  | 6-4  | 4-2  |
| Sandefjord  | 1-1  | 2-0  | 1-0  | 1-0  | 1-0  | 2-1  | 3-0  | 1-0  | –––– | 3-1  | 1-0  | 0-3  | 0-0  | 2-0  | 1-0  | 3-2  |
| Sandnes Ulf | 1-2  | 0-2  | 2-3  | 2-3  | 1-2  | 0-0  | 1-0  | 3-1  | 2-4  | –––– | 3-2  | 0-1  | 2-0  | -    | 3-2  | 2-0  |
| Skeid       | 0-1  | 1-0  | 0-0  | 1-1  | 0-2  | 1-2  | 2-2  | 2-3  | 2-2  | 0-0  | –––– | 2-2  | 1-1  | 1-1  | 3-0  | 1-2  |
| Sogndal     | 2-3  | 3-0  | 4-0  | 4-2  | 2-1  | 0-1  | 4-1  | 1-3  | 1-1  | 1-1  | 4-2  | –––– | 0-1  | 4-2  | 5-2  | 3-0  |
| Start       | 0-1  | 4-1  | 3-2  | 0-0  | 3-1  | 2-0  | 0-3  | 2-1  | 2-2  | 3-2  | 2-0  | 1-0  | –––– | 4-0  | 2-0  | 2-1  |
| Strømmen    | 1-2  | 0-0  | 3-1  | 0-3  | 2-0  | 0-2  | 1-1  | 2-1  | 2-3  | 0-0  | 1-1  | 2-0  | 0-0  | –––– | 0-4  | 1-1  |
| Tromsdalen  | 0-1  | 2-5  | 1-3  | 2-3  | 1-3  | 2-2  | 0-2  | 3-0  | 3-3  | 1-4  | 1-0  | 0-1  | 1-3  | 0-2  | –––– | 0-8  |
| Ull/Kisa    | 2-2  | 0-0  | 1-0  | 4-2  | 0-2  | 1-1  | 3-1  | 5-1  | 0-2  | 2-1  | 3-2  | 3-0  | 0-2  | 2-2  | 2-0  | –––– |

## Spareggi

### Play-off promozione

#### Primo turno
|             | Risultati |         | Luogo e data                  |
| ----------- | --------- | ------- | ----------------------------- |
| Kongsvinger | 1 - 0     | Sogndal | Kongsvinger, 23 novembre 2019 |
|             |           |         |                               |

#### Secondo turno
|           | Risultati |             | Luogo e data           |
| --------- | --------- | ----------- | ---------------------- |
| KFUM Oslo | 2 - 0     | Kongsvinger | Oslo, 27 novembre 2019 |
|           |           |             |                        |

#### Terzo turno
|       | Risultati |           | Luogo e data                   |
| ----- | --------- | --------- | ------------------------------ |
| Start | 1 - 0     | KFUM Oslo | Kristiansand, 1º dicembre 2019 |
|       |           |           |                                |

### Play-out
|          | Risultati |          | Luogo e data               |
| -------- | --------- | -------- | -------------------------- |
| Notodden | 1 - 3     | Åsane    | Notodden, 21 novembre 2019 |
| Åsane    | 2 - 2     | Notodden | Bergen, 24 novembre 2019   |
|          |           |          |                            |

## Statistiche

### Classifica marcatori
Fonte
| Gol |  |  | Giocatore              | Squadra                  |
| --- |  |  | ---------------------- | ------------------------ |
| 19  |  |  | Pontus Engblom         | Sandefjord               |
| 17  |  |  | Niklas Castro          | Aalesund                 |
| 16  |  |  | Adem Güven             | Kongsvinger              |
| 14  |  |  | Kent Håvard Eriksen    | Sandnes Ulf              |
| 13  |  |  | Pape Habib Guèye       | Aalesund                 |
| 13  |  |  | Simen Bolkan Nordli    | HamKam                   |
| 13  |  |  | Aron Sigurðarson       | Start                    |
| 12  |  |  | Sivert Gussiås         | Strømmen                 |
| 12  |  |  | Martin Ramsland        | Start                    |
| 10  |  |  | David Tavakoli         | KFUM Oslo (3), Skeid (7) |
| 10  |  |  | Moses Mawa             | KFUM Oslo                |
| 10  |  |  | Mikkel Maigaard        | Raufoss                  |
| 10  |  |  | Onyekachi Hope Ugwuadu | Sandnes Ulf              |
| 10  |  |  | Sigurd Haugen          | Sogndal                  |
| 10  |  |  | Torbjørn Agdestein     | Aalesund                 |